# Alcoholmisbruik

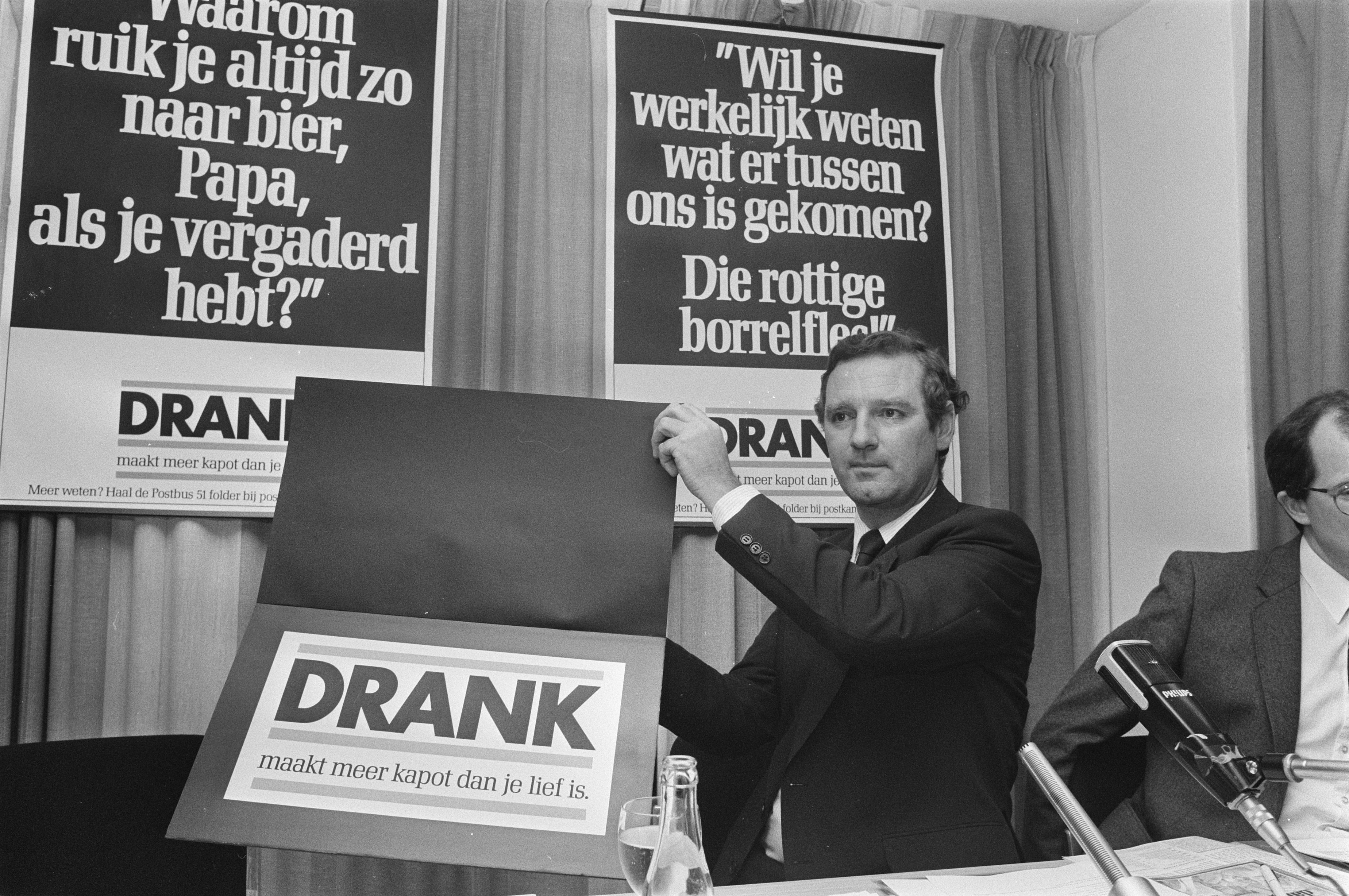
Staatssecretaris Dees bij de presentatie van een campagne tegen alcoholmisbruik (1986)

Alcoholmisbruik of ook wel alcoholabusus is het gebruiken van alcohol op een manier die nadelig is voor de drinker. Zulke nadelige gevolgen kunnen bijvoorbeeld zijn:
- In een toestand van hulpeloosheid geraken (bijvoorbeeld bewusteloos raken, comazuipen of niet meer zelfstandig naar huis kunnen).
- Zodanig bedwelmd raken dat men zichzelf of anderen schade toebrengt (verkeersongelukken, straatgeweld).
- Het ontwikkelen van een verslaving (zie alcoholisme).
- Zodanig veel drinken dat men de eigen gezondheid structureel (chronisch) schaadt (zoals ontwikkeling van typische alcoholistenkwalen/aandoeningen zoals levercirrose)

Een gebeuren waarbij mensen gemeenschappelijk veel of te veel alcohol gebruiken heet een drinkgelag.
Een veel voorkomende motivatie voor alcoholmisbruik naast recreatief drinken voor de verslavende/genotsbrengende effecten van drinken, is 'het weg drinken' van de eigen miserie, bijvoorbeeld bij een persoonlijke crisis.
Men tracht dan even te vergeten in wat voor een situatie men zich bevindt, en de 'stress' of miserie/verdriet 'weg te drinken'. 
In de volksmond kan in deze context bijvoorbeeld weleens gezegd worden: 'Als (zijn) geliefde overlijdt, dan kan ik je garanderen dat hij aan de fles gaat..'
Vanaf de 19e eeuw ontstonden er uiteenlopende maatschappelijke initiatieven om drankmisbruik tegen te gaan. Deze initiatieven waren een antwoord op de grote sociale problemen die het gevolg waren van het in die tijd veelvoorkomende alcoholmisbruik. Vanuit de verschillende religieuze groepen (zie bijvoorbeeld katholieke drankbestrijding) maar ook vanuit politieke groeperingen kwamen initiatieven voor de eigen achterban tot stand. Ook tegenwoordig bestaan er nog talrijke organisaties die alcoholisme tegengaan.

## Aantonen (langdurig) alcoholmisbruik
In het klinisch chemisch laboratorium wijst de uitslag van bepaalde onderzoeken op alcoholmisbruik. 
- Indien de persoon nog onder invloed verkeert kan: 
  - het alcoholpromillage gemeten worden in bloed: alcoholtest.
  - het alcoholpromillage berekend worden als de natrium-, kalium-, glucose-, ureumconcentratie en de gemeten osmolaliteit van het bloedplasma bekend is (in mmol/l).        (Berekend alcoholpromillage = gemeten osmolaliteit - (2x[natrium] + 2x[kalium] + [glucose] + [ureum]) x 0,0461)

- Langdurig alcoholmisbruik kan aangetoond worden door de volgende klinisch chemische testen:
  - ASAT, ALAT, GGT
  - MCV
  - koolhydraatdeficiënt transferrine